# Bloods
Los Bloods son una de las pandillas estadounidenses con origen en la ciudad de Los Ángeles, California, fundada en 1972. El número que los representa es el 5, ellos son reconocidos por el rojo, usado por los miembros, y su símbolo con los dedos formando la palabra "blood" (sangre). Los Bloods son formados por varios subgrupos conocidos como "sets" que poseen características propias como estilo de la ropa y colores y operaciones. Desde su formación los Bloods ya se extendieron por todos los Estados Unidos, y también influyeron en varios grupos de jóvenes para utilizar el mismo nombre en Europa. Son públicamente conocidos por su rivalidad con los Crips, otra pandilla de Los Ángeles.

## Historia
A mediados de 1971, los Avalon Garden Crips y más algunos sets de Crips juntaron fuerzas. En el año 1969, comenzaron a expandir el territorio Crip, para áreas no Crip, que eran controladas por los L.A. Brims, una poderosa banda de calle formada en 1969. Para responder a las incursiones de los Crips, muchas pandillas pequeñas se unieron y los bloods fueron parte de ellas.
Los miembros esparcidos en casi todas las ciudades más grandes de los Estados Unidos, son conocidos por vestir colores rojos. El símbolo de la banda es la palabra "Bloods" (Sangre) hecha por sus propias manos.

## Miembros
Los Bloods están constituidos por conjuntos con un total de 25.000 a 30.000 miembros y asociados. Los miembros son normalmente jóvenes afroamericanos, aunque algunos conjuntos han reclutado miembros de otras razas y orígenes étnicos. Los miembros famosos ex pandilleros o los sospechosos de asociarse con los Bloods son el rapero The Game, que formaba parte de la banda Cedar Block Pirus, DJ Quik, que era parte de Tree Top Piru Bloods. También Suge Knight, propietario de Death Row Records, fue presumiblemente un miembro de los Bloods, y contrató a varios miembros de la pandilla como personal de servicio y seguridad en la etiqueta. Durante un tiempo el rapero estadounidense de ascendencia mexicana, Daniel Hernández, más conocido como 6ix9ine formó parte de la banda que tiempo después acabaría traicionando para reducir su condena en prisión